# Cztery lwy
Cztery lwy (ang. Four Lions) – brytyjsko-francuska czarna komedia z 2010 roku w reżyserii Chrisa Morrisa.
Zdjęcia kręcono głównie w Sheffield. Światowa premiera filmu miała miejsce 23 stycznia 2010 roku podczas Festiwalu Filmowego w Sundance. W Polsce premiera filmu odbyła się 17 sierpnia 2012 roku.

## Opis fabuły
Wielka Brytania. Muzułmanin Omar (Riz Ahmed) pragnie zostać męczennikiem za wiarę. Postanawia dokonać samobójczego zamachu. W swój zbrodniczy plan angażuje trzech przyjaciół – Waja (Kayvan Novak), Faisala (Adeel Akhtar) i Barry'ego (Nigel Lindsay). Ich nieporadność i głupota są największym zagrożeniem dla nich samych.

## Obsada
- Riz Ahmed – Omar
- Kayvan Novak – Waj
- Nigel Lindsay – Barry
- Adeel Akhtar – Faisal
- Arsher Ali – Hassan
- Craig Parkinson – Matt
- Preeya Kalidas – Sofia
- Julia Davis – Alice
- Mohammad Aqil – Mahmood
- William El-Gardi – Khalid